# 7117 Claudius
7117 Claudius este o planetă minoră (asteroid), cu un diametru de 3,155 km, din centura de asteroizi. A fost descoperită pe 14 februarie 1988 la Thüringer Landessternwarte Tautenburg⁠(d) de Freimut Börngen și a fost numită după Matthias Claudius⁠(d). 
Obiectul prezintă o orbită caracterizată de o semiaxă mare de 2,1809088 UAi, o excentricitate de 0,06, o înclinație de 4,89109 ° în raport cu ecliptica.